# Code Aster
Code_Aster è un software libero di simulazione numerica dei materiali e delle strutture meccaniche, sviluppato principalmente dal dipartimento «Analyses Mécaniques et Acoustiques» del servizio Recherche et Développement (R&D; originariamente DER) di EDF - Électricité de France.
ASTER significa «Analyses des Structures et Thermo-mécanique pour des Études et des Recherches». È un software complesso, la cui realizzazione è cominciata nel 1989, per rispondere alle necessità interne di EDF. È stato reso disponibile sotto la licenza GNU GPL in ottobre 2001. Il core system è realizzato in Fortran, e molti add-on complementari sono scritti in Python.
Ha più di un milione e mezzo di righe di codice, numerosi casi di test, oltre a una enorme documentazione, scritta principalmente in francese. Le versioni stabili vengono rese pubbliche circa due volte l'anno come pacchetto per la compilazione. Queste versioni possono essere aggiornate settimanalmente con l'ultima versione di sviluppo.
È principalmente un finalizzatore (solver) basato sulla teoria della meccanica dei continui, che usa il metodo degli elementi finiti per risolvere diversi tipi di problemi meccanici, termici, acustici, sismici, ecc., sia lineari che non lineari.
Il suo codice sorgente è liberamente scaricabile dal sito del progetto. Le distribuzioni Linux principali, oltre che FreeBSD, propongono dei pacchetti binari eseguibili. Alcune versioni per Microsoft Windows sono disponibili dal sito di Code-Aster-Windows, aventi circa le stesse funzionalità delle versioni per Linux, anche se queste non sono certificate da EDF.
È disponibile inoltre un LiveDVD CAE Linux dedicato alla Computer-aided software engineering (CASE), Computer-aided process planning (CAPP) che include Code_Aster.
Nel 2006, Code_Aster è stato premiato come il miglior progetto libero realizzato da un grande gruppo.
Il suo diretto rivale open source è CalculiX.

## Prerequisiti
Occorre che siano già installati i seguenti software:
- - Python 2.7

Python deve essere compilato con il supporto del modulo Tkinter pour Eficas.
- - Tcl/Tk 8.4

Tcl è un linguaggio di script usato soprattutto da astk, che fornisce un insieme di utility per la realizzazione di interfacce grafiche, necessario per la compilazione di Code_Aster.
- - Numerical Python 24.2

Numeric è un modulo che permette una facile manipolazione di array in Python. Alcune versioni successive di Code_Aster dovrebbero utilizzare NumArray.
Sito web di Numeric: https://web.archive.org/web/20060512120000/http://www.pfdubois.com/numpy/.
- - Gmsh 2.4.2

Gmsh è un software di meshing, con librerie CAD incorporate, e di post-processing rilasciato sotto licenza GPL. Produce dei reticoli liberi (triangoli, tetraedri). Gmsh viene richiesto dallo strumento post-trattamento Stanley (integrato in Code_Aster).
Sito web di Gmsh: http://www.geuz.org/gmsh.
- - XMGRACE 5.1.21

XMGRACE è un software di plottaggio distribuito sotto licenza GPL; viene richiesto in modo interattivo da Stanley, lo strumento post-trattamento integrato in Code_Aster.
Sito web di Grace: http://plasma-gate.weizmann.ac.il/Grace/.

## Compatibilità
Ci sono diversi ambienti di pre-processing e post-processing che sono capaci di interagire e collaborare con Code_Aster, creando un ambiente completo:
- Gmsh: Meshing e strumento di visualizzazione 3D (licenza GNU GPL)
- SALOME: Meshing e strumento di visualizzazione 3D (open source, con licenza GNU LGPL)[3]

Altri strumenti che usano Code Aster sono:
- EFICAS
- HOMARD
- METIS
- MISS3D
- MED (modulo di SALOME)
- GIBI (modulo di Castem)